# Septenar
Ein Septenar (lateinisch septenarius ‚siebenteilig‘) ist in der Verslehre ein aus sieben Versfüßen bestehendes Versmaß. In metrischer Formelnotation wird der Septenar durch die hochgestellte Zahl 7 nach der Abkürzung des Versfußes gekennzeichnet.
Weitgehend synonym ist auch die Bezeichnung Heptapodie (altgriechisch ἑπτάπους ‚siebenfüßig‘), wobei die Bezeichnung Septenar eher im Bereich der lateinischen Dichtung, die Bezeichnung Heptapodie eher im Bereich der griechischen Dichtung verwendet wird.
Beispiele für Septenar in der lateinischen Dichtung sind:
- Jambischer Septenar (ja7):

×—ˌ×—ˌ×—ˌ◡◠ ‖ ×—ˌ×—ˌ×—ˌ◠
- Trochäischer Septenar (tr7) mit Zäsur ( ‖ ) nach dem vierten Fuß:

—◡ˌ—×ˌ—◡ˌ—◠ ‖ —◡ˌ—×ˌ—◡ˌ◠
- Anapästischer Septenar (an7):

◡◡—ˌ◡◡—ˌ◡◡—ˌ◡◡◠ ‖ ◡◡—ˌ◡◡—ˌ◡◡—ˌ◠
Bei monopodischen Versfüßen, bei denen der Versfuß dem Metron entspricht, wäre Septenar und Heptapodie im Prinzip das gleiche wie ein Heptameter, also ein aus sieben Metren bestehendes Versmaß. Beispiele solcher Heptameter sind allerdings in der antiken Dichtung nicht belegt.
Bei den dipodischen Versfüßen Jambus, Trochäus und Anapäst, bei denen ein Metron aus zwei Versfüßen besteht, kann der Septenar als brachykatalektischer Tetrameter interpretiert werden.

## Moderne Nachbildung
Im Englischen bezeichnet heptameter die Heptapodie bzw. den Septenar. Ein Beispiel des jambischen Septenars findet sich in den Gedichten Byrons:
Tis but as ivy-leaves around the ruined turret wreathe,

All green and wildly fresh without, but worn and gray beneath.

O could I feel as I have felt, or be what I have been,

Or weep as I could once have wept o'er many a vanished scene,-

As springs in deserts found seem sweet, all brackish though they be,

So midst the withered waste of life, those tears would flow to me!
Deutsche Übersetzung:
Nur wirres Efeublatt umschlingt den alten Turm als Kranz,

Es schimmert grün, doch innen fehlt des frischen Laubes Glanz.

O fühlt' ich doch was ich einst fühlte, wär' was ich einst war,

Könnt' weinen ganz wie einst ob flücht'ger Zeiten blass und rar -

Und süß wie Wüstenwasser scheint, selbst wenn es fürchterlich,

So schienen in dem toten Leben Tränen süß für mich!
In der deutschen Dichtung wurde der Septenar unter anderen nachgebildet von August Wilhelm Schlegel in Ion, von Goethe im Faust II und von August Graf Platen in seinen Literaturkomödien.
Es ist dabei zu bemerken, dass in der antiken Metrik die vollständigen Versfüße zählen. In der Nachbildung des trochäischen Septenars, zum Beispiel im folgenden Vers aus Faust II
Aber hüte dich zu fliegen, freier Flug ist dir versagt
—◡ˌ—◡ˌ—◡ˌ—◡ ‖ —◡ˌ—◡ˌ—◡ˌ—
hat der Vers acht Hebungen, aber nur sieben Versfüße.